# El Forcadell
El Forcadell és una muntanya de 507 metres que es troba al municipi de Cantallops, a la comarca catalana de l'Alt Empordà.